# 聂各庄站
聂各庄站是北京铁路西北环线上的一个车站，位于北京市海淀区龙泉寺路以南，距沙河站17公里，距三家店站17公里。本站有两个水泥站台，四条轨道。